# Catocala beaniana
Catocala beaniana là một loài bướm đêm trong họ Erebidae.